# Cliff Durandt
Clifford Michael „Cliff“ Durandt (* 16. April 1940 in Johannesburg; † 3. Oktober 2002 ebenda) war ein südafrikanischer Fußballspieler. Als Spieler der Wolverhampton Wanderers hatte er in den Spielzeiten 1957/58 und 1958/59 nur einen geringen Anteil am Gewinn der beiden englischen Meisterschaften. Später war er bis zu seiner Rückkehr in die Heimat noch in London für Charlton Athletic aktiv.

## Sportlicher Werdegang
Durandt, der in seiner Jugend auch Rugby spielte, fiel 1957 als Fußballer bei einem Freundschaftsspiel in Südafrika auf, als er mit einer einheimischen Auswahl gegen die dort tourenden Wolverhampton Wanderers eine gute Leistung zeigte. Wolverhamptons Trainer Stan Cullis lotste ihn anschließend zu seinem Team, so dass Durandt kurz darauf per Schiff auf dem Weg von Kapstadt zu den britischen Inseln war. Bei den „Wolves“ wurde er zunächst in der Jugendauswahl eingesetzt, mit der er 1958 den FA Youth Cup gewann. In dieser Zeit wurde die erste Mannschaft sowohl 1958 und 1959 zweimal englischer Meister in Serie und Durandts Beitrag beschränkte sich auf seinen Debüteinsatz am 4. November 1958 beim 4:0 gegen Manchester United. Der endgültige sportliche Durchbruch blieb ihm auch in der Folgezeit verwehrt und der Flügelspieler stand in der Hackordnung hinter Konkurrenten wie Des Horne (der ebenfalls aus Südafrika verpflichtet worden war), Alan Hinton, Norman Deeley und (anfänglich) Jimmy Mullen. Seine beste Saison war 1960/61, als er 26 Pflichtspiele absolvierte, darunter drei im Europapokal der Pokalsieger, und dabei acht Tore schoss (darunter zwei auswärts beim FC Blackpool). Im März 1963 wurde er schließlich für eine Ablöse von £15.000 an der Zweitligisten Charlton Athletic weiterverkauft.
Bei dem Londoner Klub bestritt Durandt bis Mitte der 1960er-Jahre 36 Ligaspiele und schoss dabei vier Tore, bevor er in seiner südafrikanische Heimat zurückkehrte.
Ohne den Sport nahm Durandt in seiner zweiten Lebenshälfte deutlich an Körpergewicht zu, was wiederum gesundheitliche Probleme nach sich zog. Er verstarb im Alter von 62 Jahren, nachdem er an einem Tag drei schwere Herzinfarkte erlitten hatte.

## Titel/Auszeichnungen
- FA Youth Cup (1): 1958